# 도쿄플레이보이클럽
도쿄플레이보이클럽(일본어: 東京プレイボーイクラブ, Tokyo Playboy Club)은 일본에서 제작된 오쿠다 요스케 감독의 2011년 코미디, 액션, 범죄, 드라마 영화이다. 오모리 나오 등이 주연으로 출연하였다.

## 출연

### 주연
- 오모리 나오
- 미츠이시 켄
- 우스다 아사미

### 조연
- 안도 세이
- 후치카미 야스시